# Loda (bedrijf)
Loda was een bedrijf in Breda dat schoonmaakmiddelen vervaardigde. Er werden afwas- en bleekmiddelen vervaardigd, alsmede wasverzachters en reinigingsmiddelen.

## Geschiedenis
Het bedrijf was gevestigd te Breda en werd in 1933 gesticht door A.A. Dankers en H. Lorent. Daaraan is ook de naam Loda te danken.
In 1934 verhuisde het bedrijf naar de voormalige kazerne van de Koninklijke Marechaussee, die van tevoren ingrijpend was verbouwd. Deze was gevestigd op Teteringsedijk 47 te Breda. Er werd bleekwater geproduceerd en, zeker vanaf 1953, ook het afwasmiddel Lodaline, waarvan het belangrijkste ingrediënt door Shell Pernis werd geleverd.
Rond 1940 werd er een filiaal te Beek gevestigd dat rond 1950 verhuisde naar Susteren.
In 1963 werd Loda overgenomen door Koninklijke Zwanenberg Organon, dat via fusies uiteindelijk onderdeel werd van Akzo. Loda werd ondergebracht bij de divisie Akzo Huishoudelijke Producten NV. De fusie betekende ook het einde van het filiaal te Susteren, dat begin 1965 de poorten sloot. In de hoofdvestiging te Breda werd vooral bleekwater vervaardigd, waartoe chloorbleekloog (ook een product van Akzo) werd aangeleverd.

## Fusie met Grada
In 1971 werd besloten tot een fusie tussen Loda en het Amsterdamse bedrijf Grada, dat eveneens afwas- en bleekmiddelen, wasverzachters, schoonmaak- en schuurmiddelen en ook de daarvoor nodige kunststofverpakkingen vervaardigde. Bij Loda werkten toen 70 mensen, en bij Grada 150 mensen. Grada was eigendom van het Franse wasmiddelenbedrijf Cotelle et Foucher. De bedoeling was dat beide moederbedrijven elk de helft van de aandelen zouden verkrijgen. De vestiging in Breda ging Grada heten en bleef de productievestiging van het gefuseerde bedrijf. In Oosterhout kwam een disstributiecentrum. Weer later was Grada in handen van Akzo en Douwe Egberts, waarna het in handen kwam van de holding Trimoteur, waarin drie aandeelhouders waren verenigd.

## Overname door McBride en sluiting
In 1997 werd Grada overgenomen door het Britse wasmiddelenbedrijf McBride en het ging McBride/Grada BV heten. In Breda en Oosterhout werkten toen in totaal ongeveer 160 mensen. De bedoeling was om tot schaalvergroting te komen met het oog op de zich ontwikkelende Europese markt.
In 2004 maakte McBride bekend dat de productie werd overgeplaatst naar Ieper. De nog resterende 135 werknemers in Breda en Oosterhout verloren hun baan.
De gebouwen van Grada, en diverse andere bedrijven op hetzelfde terrein, werden gesloopt. In 2009 was de sloop een feit.